# Коцебу (аэропорт)
Аэропорт Коцебу, также известный, как Аэропорт имени Ральфа Вайена (англ. Ralph Wien Memorial Airport), (ИАТА: OTZ, ИКАО: PAOT, FAA LID: OTZ) — государственный гражданский аэропорт, расположенный в 1,85 километрах к югу от центрального делового района города Коцебу (Аляска), США.

## Операционная деятельность
Аэропорт имени Ральфа Вайена занимает площадь в 599 гектар, расположен на высоте 4 метров над уровнем моря и эксплуатирует две взлётно-посадочные полосы:
- 9/27 размерами 1798 x 46 метров с асфальтовым покрытием;
- 17/35 размерами 1181 x 27 метров с гравийным покрытием.

За период с 11 апреля 2007 по 11 апреля 2008 года Аэропорт имени Ральфа Вайена обслужил 59 860 операций по взлётами и посадкам самолётов (в среднем 164 операции в день), из них 62 % пришлось на рейсы авиации общего назначения, 33 % составили рейсы аэротакси, 3 % — регулярные коммерческие перевозки и 2 % — рейсы военной авиации. В данный период в аэропорту базировалось 52 воздушных судна, из которых 77 % — однодвигательные самолёты и 23 % — многодвигательные.